# Phoniscus jagorii
Phoniscus jagorii är en fladdermusart som först beskrevs av Peters 1866.  Phoniscus jagorii ingår i släktet Phoniscus och familjen läderlappar. Inga underarter finns listade i Catalogue of Life.
Denna fladdermus förekommer från Sydostasiens fastland till Filippinerna, Sulawesi och Java. Arten lever i städsegröna skogar eller skogar som är delvis lövfällande. Ofta hittas fladdermusen i regioner med kalkstenskarst.
Arten hotas regionalt av skogsavverkningar. Hela beståndet listas av IUCN som livskraftig (LC).
Phoniscus jagorii har 35 till 42 mm långa underarmar och en 38 till 45 mm lång svans. Den gyllene- till mörkbruna pälsen på ovansidan bildas av hår som är mörk gråbrun vid roten, sedan ljusbrun, sedan mörkbrun samt gullen vid spetsen. Vid buken är fladdermusen täckt av ljusare päls med mera gråa hårspetsar. Nära underarmarna och vid handen förekommer några gula hår. Arten kännetecknas dessutom av rännor i hörntänderna. Phoniscus atrox som förekommer i samma region är mindre. Djurets öron är lite trattformiga.
Denna fladdermus jagar med hjälp av ekolokalisering.